# 俞塘裴君庙
29°42′19.92″N 121°39′19.17″E / 29.7055333°N 121.6553250°E
俞塘裴君庙位于中国浙江省宁波市鄞州区东钱湖镇俞塘村，建于清顺治年间，民国十年（1921年）重修，建筑呈西南朝向，为五开间四合院，由门楼、大殿、两侧厢楼组成院落，门楼后设有戏台，为东钱湖沿湖十八裴君庙之一，2013年再次重修，2023年9月1日公布为宁波市文物保护单位。